# Anomalophylla moxiensis
Anomalophylla moxiensis är en skalbaggsart som beskrevs av Ahrens 2005. Anomalophylla moxiensis ingår i släktet Anomalophylla och familjen Melolonthidae. Inga underarter finns listade i Catalogue of Life.